# San Lorenzo (Neapel)
San Lorenzo ist der 9. von den 30 Stadtteilen (Quartieri) der süditalienischen Hafenstadt Neapel. Er gehört zum Historischen Zentrum (Centro Storico), sowie zu dessen sozioökonomisch gesehen ärmeren Stadtteilen.
Der Palazzo Montemajor entstand 1894.

## Geographie und Demographie
San Lorenzo grenzt es an die benachbarten Stadtteile Stella, San Carlo alI' Arena, Vicaria, Zona Industriale, Pendino, San Giuseppe und Avvocata.
San Lorenzo ist 1,42 Quadratkilometer groß und hatte im Jahr 2009 46.959 Einwohner.